# روابط چین و گینه
روابط چین و گینه روابط خارجی بین گینه و چین است. چین و گینه در ۱۴ اکتبر ۱۹۵۹ روابط دیپلماتیک خود را برقرار کردند.: 345 

## روابط اقتصادی
رادیو کوناگری گزارش داد که دو کشور در تاریخ ۶ فوریه ۱۹۷۱ یک توافق تجاری به ارزش ۳.۴ میلیون پوند امضا کردند.
از سال ۲۰۰۰ تا ۲۰۱۱، حدود ۳۱ پروژه رسمی تأمین مالی توسعه چین در گینه از طریق گزارش‌های مختلف رسانه‌ای شناسایی شد. این پروژه‌ها شامل ساخت یک بیمارستان ۱۵۰ تختخوابی در کیپه در سال ۲۰۰۸ و یک بسته کمک به ارزش ۵.۲ میلیون دلار در سال ۲۰۰۷ بود.

### سنگ معدن آلومینیوم
چین، مشتری اصلی گینه برای صادرات عمده‌اش، باکسیت (سنگ معدن آلومینیوم) است و نیمی از تولید گینه را مصرف می‌کند که نیمی از آلومینیوم چین را تأمین می‌کند (چین به نوبه خود نیمی از آلومینیوم جهان را تولید می‌کند). در قرن ۲۱، این رابطه با ارتباطات سیاسی تسهیل شده است.

## همکاری پزشکی
در طول شیوع ابولا در غرب آفریقا، گینه یکی از کشورهایی بود که ارتش آزادی‌بخش خلق چین به آن‌ها خدمات پزشکی ارائه داد.: 245 